# War (Virgínia de l'Oest)
War és una població dels Estats Units a l'estat de Virgínia de l'Oest. Segons el cens del 2000 tenia 788 habitants.

## Demografia
Segons el cens del 2000, War tenia 788 habitants, 331 habitatges, i 225 famílies. La densitat de població era de 334,3 habitants per km².
Dels 331 habitatges en un 28,7% hi vivien nens de menys de 18 anys, en un 50,5% hi vivien parelles casades, en un 14,8% dones solteres, i en un 32% no eren unitats familiars. En el 29,3% dels habitatges hi vivien persones soles el 13% de les quals corresponia a persones de 65 anys o més que vivien soles. El nombre mitjà de persones vivint en cada habitatge era de 2,38 i el nombre mitjà de persones que vivien en cada família era de 2,93.
Per edats la població es repartia de la següent manera: un 24,5% tenia menys de 18 anys, un 5,5% entre 18 i 24, un 26,1% entre 25 i 44, un 27,7% de 45 a 60 i un 16,2% 65 anys o més.
L'edat mediana era de 41 anys. Per cada 100 dones de 18 o més anys hi havia 83,1 homes.
La renda mediana per habitatge era de 16.012$ i la renda mediana per família de 20.521$. Els homes tenien una renda mediana de 32.500$ mentre que les dones 18.438$. La renda per capita de la població era de 9.285$. Entorn del 34,8% de les famílies i el 43,3% de la població estaven per davall del llindar de pobresa.

## Poblacions properes
El següent diagrama mostra les poblacions més properes.